# Rychlostní rovnice
Rychlostní rovnice matematicky popisuje rychlost chemické reakce. Pro obecnou rovnici
n A + m B → C + D
je její tvar:
{\displaystyle {\frac {d[C]}{dt}}=k(T)[A]^{n'}[B]^{m'}}
[X] označuje koncentraci látky X, obvykle v mol·dm−3, a k(T) je rychlostní konstanta, jejíž hodnota ale není konstantní. Silně závisí na mnoha faktorech, především na teplotě.
Exponenty n' a m' se nazývají řády reakce a závisí na reakčním mechanismu. Stechiometrické koeficienty a reakční řády se u jednoduchých reakcí shodují. Reakční řád jednoho reakčního kroku odpovídá molekularitě (počet molekul, které se musí srazit, aby došlo k reakci) daného kroku. Pokud je koncentrace jednoho z reaktantů konstantní (např. rozpouštědlo při solvolýze), lze ji zahrnout do rychlostní konstanty. Tím dojde ke zjednodušení rychlostní rovnice: {\displaystyle r=k[A][B]=k'[A]}. Reakce druhého řádu je převedena na reakci pseudoprvního řádu.

## Reakce nultého řádu
Rychlostní konstanta reakcí nultého řádu je nezávislá na koncentraci reaktantů. Tyto reakce jsou typické pro systémy, kde je reakční prostředí (katalyzátor aktivní povrch) nasyceno reaktantem. Matematický vztah pro rychlost těchto reakcí je
r = k,
kde r je reakční rychlost a k rychlostní konstanta. Rozměr rychlostní konstanty je koncentrace/čas.
Pokud jsou splněny následující podmínky:
- reakce probíhá v uzavřeném systému
- nevznikají žádné meziprodukty
- v systému současně neprobíhají žádné jiné reakce

je možné pomocí hmotnostní bilance dokázat že:
{\displaystyle r=-{\frac {d[A]}{dt}}=k}
Zintegrováním této diferenciální rovnice vznikne následující vztah:
{\displaystyle \ [A]=-kt+[A]_{0}}
kde [A] je okamžitá koncentrace látky a [A]0 je výchozí koncentrace.
Vynesením závislosti koncentrace na čase vznikne u reakcí nultého řádu rovná čára. Směrnice této přímky je rovna rychlostní konstantě k.
Poločas reakce je dán tímto vztahem:
{\displaystyle \ t_{\frac {1}{2}}={\frac {[A]_{0}}{2k}}}

### Příklad reakce nultého řádu
- Reverzní Haberův–Boschův proces: 2 NH3 → 3 H2 + N2

## Reakce prvního řádu
U těchto reakcí závisí rychlost na koncentraci jednoho reaktantu. Pokud jsou přítomny i jiné reagující látky, jsou jím příslušející reakce nultého řádu. Rychlostní rovnice má tvar:
{\displaystyle \ r=k[A]}
Rozměr rychlostní konstanty je s−1.
Pokud jsou splněny následující podmínky:
- reakce probíhá v uzavřeném systému
- nevznikají žádné meziprodukty
- v systému současně neprobíhají žádné jiné reakce

dá se pomocí hmotnostní bilance dokázat že:
{\displaystyle -{\frac {d[A]}{dt}}=k[A]}
Integrací této rovnice vyjde:
{\displaystyle \ \ln {[A]}=-kt+\ln {[A]_{0}}}
Grafem závislosti času t na −ln[A] je přímka, jejíž směrnice je rovna rychlostní konstantě. Poločas reakce prvního řádu je dán vztahem:
{\displaystyle \ t_{\frac {1}{2}}={\frac {ln2}{k}}}

### Příklady reakcí prvního řádu
2 H2O2 → 2 H2O + O2
2 SO2Cl2 → 2 SO2 + Cl2
2 N2O5 → 4 NO2 + O2
Výše uvedené reakce jsou ovšem vlastně reakcemi druhého řádu (Lindemannova teorie). Aby došlo k rozkladu například molekuly oxidu dusičného (3. rovnice), je nutné, aby se tato molekula oxidu srazila s jinou molekulou oxidu dusičného a od ní převzala energii, kterou použije právě k danému rozkladu. Tato energie může být také obětována při srážce s neaktivní molekulou jiného (třetího) oxidu, přičemž po srážce zůstanou dvě molekuly oxidu, které jsou obě neaktivní (bez energie ke štěpení).
Typickým příkladem reakce 1. řádu je radioaktivní rozpad, pokud je zanedbán předpoklad nutnosti ozáření látky před rozpadem.

## Reakce druhého řádu
U reakcí druhého řádu závisí rychlost reakce na koncentraci dvou reaktantů prvního řádu nebo jednoho reaktantu druhého řádu. Rychlostní rovnice má tvar:
r = k[A]² nebo r =k [A][B]
Integrovaný tvar rychlostní rovnice druhého řádu je:
{\displaystyle {\frac {1}{[A]}}=kt+{\frac {1}{[A]_{0}}}} nebo
{\displaystyle {\frac {[A]}{[B]}}={\frac {[A]_{0}}{[B]_{0}}}e^{([A]_{0}-[B]_{0})kt}}

### Příklad reakce druhého řádu
2 NO2 → 2 NO + O2

### Reakce pseudoprvního řádu
Pokud se koncentrace jednoho z reaktantů v průběhu reakce nemění, lze ji zahrnout do rychlostní konstanty, například:
r = k[A][B] = k´[A]
Příkladem reakcí pseudoprvního řádu jsou solvolýzy, kde je zpravidla rozpouštědlo ve velkém nadbytku oproti druhému reaktantu.

## Rovnovážné reakce
Pokud zároveň s reakcí probíhá i zpětná reakce (tzn. že produkty se mění zpět na reaktanty), je třeba do rychlostní rovnice zahrnout obě reakce. Obecnou rovnovážnou reakci lze popsat následovně:
s A + t B ↔ u X + v y
Rychlostní rovnice potom bude mít tvar:
{\displaystyle r={k_{1}[A]^{s}[B]^{t}}-{k_{2}[X]^{u}[Y]^{v}}\,}
kde k1 je rychlostní konstanta reakce zleva doprava a k2 je rychlostní konstanta zpětné reakce. Poměr rychlostních konstant je rovnovážná konstanta reakce. V rovnováze platí r = 0 a tedy
{\displaystyle {k_{1}[A]^{s}[B]^{t}=k_{2}[X]^{u}[Y]^{v}}\,}

{\displaystyle K={\frac {k_{produktu}}{k_{reaktantu}}}={\frac {[X]^{u}[Y]^{v}}{[A]^{s}[B]^{t}}}={\frac {k_{1}}{k_{2}}}}

## Následné reakce
Pro systém dvou následných reakcí s rychlostními konstantami k1 a k2
A → B → C
platí následující vztahy:
Reaktant A: {\displaystyle {\frac {d[A]}{dt}}=-k_{1}[A]}
Reaktant B: {\displaystyle {\frac {d[B]}{dt}}=k_{1}[A]-k_{2}[B]}
Produkt C: {\displaystyle {\frac {d[C]}{dt}}=k_{2}[B]}
Tyto diferenciální rovnice lze vyřešit a za předpokladu, že výchozí koncentrace látek B a C je rovna nule, získáme následující vztahy:
{\displaystyle [A]=[A]_{0}e^{-k_{1}t}}
{\displaystyle [B]=[A]_{0}{\frac {k_{1}}{k_{2}-k_{1}}}\left(e^{-k_{1}t}-e^{-k_{2}t}\right)}
{\displaystyle [C]={\frac {[A]_{0}}{k_{2}-k_{1}}}\left[k_{2}\left(1-e^{-k_{1}t}\right)-k_{1}\left(1-e^{-k_{2}t}\right)\right]\quad =[A]_{0}\left(1+{\frac {k_{1}e^{-k_{2}t}-k_{2}e^{-k_{1}t}}{k_{2}-k_{1}}}\right)}

## Bočné reakce
Pokud v systému probíhá více paralelních reakcí je situace složitější.

### Dvě reakce prvního řádu
V systému probíhají tyto reakce: A → B; A → C, jejichž rychlostní konstanty jsou k1 a k2. Rychlostní rovnice mají tvar:
{\displaystyle -{\frac {d[A]}{dt}}=(k_{1}+k_{2})[A]}
{\displaystyle {\frac {d[B]}{dt}}=k_{1}[A]}
{\displaystyle {\frac {d[C]}{dt}}=k_{2}[A]}
Vyřešením těchto rovnic vyjdou následující vztahy:
{\displaystyle \ [A]=[A]_{0}e^{-(k_{1}+k_{2})t}}
{\displaystyle [B]={\frac {k_{1}}{k_{1}+k_{2}}}[A]_{0}(1-e^{-(k_{1}+k_{2})t})}
{\displaystyle [C]={\frac {k_{2}}{k_{1}+k_{2}}}[A]_{0}(1-e^{-(k_{1}+k_{2})t})}
Z těchto vztahů lze odvodit důležitou informaci:
{\displaystyle {\frac {[B]}{[C]}}={\frac {k_{1}}{k_{2}}}}
poměr okamžitých koncentrací produktů obou reakcí je roven poměru příslušných rychlostních konstant.

### Jedna reakce prvního řádu a jedna druhého řádu
Tento případ nastává, pokud probíhá bimolekulární reakce a zároveň dochází k hydrolýze (nebo solvolýze obecně). Hydrolýza komplikuje studium reakční kinetiky, protože spotřebovává část reaktantu. Pro systém A + H2O → B; A + R → C platí:
{\displaystyle {\frac {d[B]}{dt}}=k_{1}[A][H_{2}O]=k_{1}'[A]}
{\displaystyle {\frac {d[C]}{dt}}=k_{2}[A][R]}
k1 je reakční konstanta pseudoprvního řádu. Po integraci rovnice vyjde pro hlavní produkt C:
{\displaystyle [C]=[R]_{0}\left[1-e^{-{\frac {k_{2}}{k_{1}'}}[A]_{0}(1-e^{-k_{1}'t})}\right]}
Tento vztah je možné přepsat do logaritmického tvaru:
{\displaystyle ln{\frac {[R]_{0}}{[R]_{0}-[C]}}={\frac {k_{2}[A]_{0}}{k_{1}'}}(1-e^{-k_{1}'t})}
Vztah koncentrace B ke koncentraci hlavního produktu C:
{\displaystyle [B]=-{\frac {k_{1}'}{k_{2}}}ln\left(1-{\frac {[C]}{[R]_{0}}}\right)}
Řešení těchto rovnic předpokládá, že platí
[A]0 − [C] ≈ [A]0
tzn., že koncentrace produktu C je zanedbatelná oproti počáteční koncentraci A.